# Caviar com Rapadura
Caviar com Rapadura é uma banda de forró eletrônico brasileira, formada em 1996, na cidade de Fortaleza pelo empresário Zequinha Aristides.

## Informações gerais
A banda é conhecida nacionalmente por ser recordista em troca de vocalistas. Dentre os mais conhecidos estão: Berg Rabelo, Xand Avião, Solange Almeida, Vicente Nery, Aduílio Mendes, Kelvis Duran, César Dantas, Suzy Navarro, dentre outros.

## História

### O início
A banda ganhou impulso através do empresário Zequinha Aristides, a partir de 1996. Porém, a história da banda começou um pouco antes. A marca Kaviá com Rapadura foi criada no início da década de 1990. Nesse período, a marca pertencia a José Almir e sempre se apresentava em uma casa de show chamada Brisa do Lago, em Fortaleza. A banda chegou a gravar um álbum em 1993, mas era uma banda pequena, sem muitos investimentos. Com a aquisição da marca, Zequinha Aristides passou a investir num novo projeto.

### Primeiros álbuns
A banda lançou o primeiro álbum em 1997. Produzido por Zé do Norte, o disco Volume 1 tinha os vocais de Berg Rabelo, Cotó, Gleyce e Giordano. 
Um fato que merece destaque naquela época é que era muito comum artistas gravarem CDs e não participarem dos shows. Desta maneira, dos quatro que gravaram o primeiro CD, apenas Berg Rabelo e Gleyce Costa permaneceram, entrando Joelma Rios para integrar os vocais.
No álbum Volume 2, a banda tinha os vocais de Berg Rabelo, Joelma Rios, Jura, Mário Augusto e Vicente Nery. O disco foi produzido por Natinho da Ginga.
No álbum Volume 3, gravaram Berg Rabelo, Joelma Rios e Lince dos Santos. Os arranjos desse álbum são de Marquinhos Maraial. 
No álbum quarto álbum, intitulado "Viver por Você", Marquinhos Maraial gravou as faixa "Falta de Você" e "Loucuras de Amor", Natinho da Ginga gravou a faixa "Balançando o Esqueleto/Lágrimas de Crocodilo" e Gino Liver gravou a faixa "Pode Negar".
Com a saída de alguns cantores que fizeram parte da primeira formação, Berg Rabelo e Joelma permaneceram. O empresário contratou então um trio que fazia sucesso em uma banda chamada Flor da Terra: A cantora Cláudia Lauterer e os irmãos Kelvis e Kelps. Depois foi gravado o álbum "Caviar Canta Amado Batista". Nesse projeto, a banda deu espaço para as vozes de Berg Rabelo e Cláudia Lauterer. 
Os álbuns "Vivendo essa Paixão" e "Bailão (Ao Vivo)" não contaram mais com a participação de Lince dos Santos, porém, os demais integrantes permaneceram e Ligia Miranda participou da gravação do álbum "Vivendo Essa Paixão" e permaneceu na banda por um período. No álbum "Bailão (Ao Vivo)", Marquinhos Maraial e Natinho da Ginga foram convidados para gravar algumas músicas. No álbum "Caviar com Rapadura canta Reginaldo Rossi", Mário Augusto também foi convidado para gravar algumas faixas do disco. 

### Formações
No início da década de 2000, a primeira formação começa a perder integrantes e chegam novos cantores. O álbum "Don't Go" foi produzido com as vozes de Amara Barros, Joelma Rios, Berg Rabelo e Berg Lima. Durante esse período, Berg Rabelo deixa a Caviar com Rapadura para integrar a banda Calcinha Preta. Posteriormente, Cláudia Lauterer, Kelvis e Kelps também se desligam da banda para formar a Banda K2C e entra Ninéia Oliveira.
No álbum "Isso É Amor", novas saídas e entradas de vocalistas. Nesse período, integraram a banda: Solange Almeida, Rogério Valença, Fabiana Souto e Wagner Montenegro, se juntando a Berg Lima e Aldinha.
Na mesma época em que foi gravado o álbum "Lua dos Namorados", Zequinha Aristides e um grupo de empresários fundam a banda Aviões do Forró, com os vocalistas Xand Avião e Solange Almeida, sendo este o último álbum com a participação de Solange. As demais vozes do disco são de, Berg Lima, Rogério Valença, Fabiana Souto e Sérgio Melo. Além disso, Marquinhos Maraial gravou a faixa "Medo de Perder", Natinho da Ginga gravou as faixas "Amor Que Fica" e "Te Quero". Xand Avião gravou a faixa "Não Foge da Raia", como teste para ingressar na banda Aviões do Forró. 
Com a saída de Solange Almeida, Adriana Maia foi contratada. Ela fez apresentações com alguns cantores da antiga formação, mas não durou muito tempo e todos são desligados e ela se juntou a Máximo Morais e Elvis Pires e gravam o décimo álbum, intitulado "Estória de Corrinha". Essa formação também gravou o álbum "Bebo Porque Gosto de Beber", que também trazia as vozes dos irmãos Rodrigues e Ramires. 
Com o fim dessa formação, entram Aduílio Mendes, Juliana e Jobson Mascarenhas e gravam o álbum "Isso é Caviar". No ano de 2006, Jobson deixa a banda e é substituído por Carlos Maia. Com essa formação, a banda grava o álbum "A 1000 Por Hora", depois Aduílio deixa a banda e Elvis Pires, Ninéia Oliveira e Joelma Rios retornam. Um fato marcou a história da banda nesse período: Em Outubro de 2006, houve o sequestro do empresário Zequinha Aristides.
No ano de 2009, com a saída de todos os vocalistas, a banda anuncia a contratação do cantor França, ex-Mastruz com Leite. Depois de França, a banda teve a passagem de Dani Café e Canindé Carvalho.
No ano de 2011, César Dantas e Suzy Navarro são anunciados para uma nova formação, que durou cerca de dois anos. Suzy deixa a banda e César passa a fazer dupla com Michele Menezes. Nos anos seguintes, Elias Mearim, Jady Souza e Heberte Wilson fizeram parte da banda. Essa formação participou da novela Malhação - Pro Dia Nascer Feliz.
Em 2017, Adriana Maia retorna a banda, onde permanece até os dias atuais. Markin fez parte da banda em 2018. Atualmente, os cantores Jaiminho Sheik e Raphael Marrone completam o time de vocalistas.

## Destaques
- A música Zum Zum Zum que fez parte da trilha sonora da novela "Balacobaco", da Rede Record, e foi veiculada na programação da emissora em diversas cenas da novela, inclusive nos intervalos do programa “O Melhor do Brasil” comandado por Rodrigo Faro;[30]
- O clipe da música Sempre Acreditei em Anjo, teve como protagonistas os atores Ronny Krivat e Jéssica Alves (que na época atuavam na novela "Em Família", da Rede Globo). O clipe foi gravado na Serra de Guaramiranga;[30]
- O Perfume Caviar com Rapadura: A banda registra a marca de pioneira mais uma vez, pois segundo o buscador do Google, a Caviar com Rapadura é a primeira banda de forró à lançar uma fragrância própria. O perfume foi lançado em parceria com a empresa Wu Perfumaria.[30]

## Discografia
| Ano  | Título                                                      |
| ---- | ----------------------------------------------------------- |
| 1996 | Caviar Com Rapadura Vol. 1                                  |
| 1997 | Caviar Com Rapadura Vol. 2                                  |
| 1998 | Caviar Com Rapadura Vol. 3                                  |
| 1998 | Caviar Com Rapadura canta Amado Batista - Edição Especial   |
| 1999 | Viver Por Você                                              |
| 2000 | Vivendo Essa Paixão                                         |
| 2000 | Caviar Com Rapadura canta Reginaldo Rossi - Edição Especial |
| 2000 | Bailão (Ao Vivo)                                            |
| 2001 | Don't Go                                                    |
| 2002 | Acredite (Promocional)                                      |
| 2002 | Isso é Amor                                                 |
| 2003 | Lua dos Namorados                                           |
| 2004 | Estória de Corrinha                                         |
| 2005 | Bebo Porque Gosto de Beber                                  |
| 2006 | Isso é Caviar!                                              |
| 2008 | A Mil Por Hora! (Promocional)                               |
| 2011 | Novo Caviar - O Romantismo Está De Volta! (Promocional)     |
| 2013 | Só Pode Ser Amor                                            |
| 2016 | Caviar Com Rapadura 20 Anos (Edição Especial)               |
| 2019 | 2019 (Promocional)                                          |
| 2024 | Aqui Tem História! (Promocional)                            |
| 2025 | Ao Vivo em Caruaru City (Promocional)                       |

## Videografia
| Ano  | Título                                                                           |
| ---- | -------------------------------------------------------------------------------- |
| 2004 | DVD 1 - Ao vivo no Patativa em São Paulo                                         |
| 2012 | DVD Promocional - Novo Caviar - Ao vivo em Maracanaú                             |
| 2013 | DVD Promocional - Caviar com Rapadura - Uma Nova História - Ao vivo em Fortaleza |
| 2014 | DVD 2 - Só Pode Ser Amor - Ao vivo no G4 em Fortaleza                            |
| 2015 | DVD Promocional - Caviar com Rapadura - Ao vivo no G4 em Fortaleza               |

## Ex-vocalistas
- Cotó (1997)
- Giordano (1997)
- Gleyce Costa (1997)
- Berg Rabelo (1997-2001)
- Joelma Rios (1998-2001, 2008)
- Jura (1998) "In Memoriam"
- Mário Augusto (1998)
- Vicente Nery (1998)
- Lince dos Santos (1998)
- Lígia Miranda (1999)
- Cláudia Lauterer (1999-2001)
- Kelvis Duran (1999-2001)
- Kelps Azevedo (1999-2001)
- Nineia Oliveira (2001 e 2006)
- Berg Lima (2001-2002)
- Aldinha (2001)
- Amara Barros (2001)
- Solange Almeida (2002)
- Rogério Valença (2002)
- Wagner Montenegro (2002)
- Sérgio Melo (2002)
- Fabiana Souto (2002)
- Xand Avião (2002)
- Máximo Morais (2004-2005)
- Elvis Pires (2004-2006)
- Rodrigues & Ramires (2005)
- Aduílio Mendes (2006)
- Juliana Martins (2006)
- Jobson Mascarenhas (2006)
- Carlos Maia (2006-2008)
- França (2009)
- Canindé Carvalho (2011)
- Dani Café (2011)
- César Dantas (2011-2015)
- Suzy Navarro (2011)
- Michelle Menezes (2013)
- Elias Mearim (2019)
- Heberte Wilson (2019)
- Jady Souza (2019)